# Khúc côn cầu trên cỏ tại Đại hội Thể thao châu Á 2006 – Giải đấu Nữ
Khúc côn cầu trên cỏ tại Đại hội Thể thao châu Á 2006 dành cho nữ được tổ chức tại Al-Rayyan Hockey Field, Doha từ ngày 2 tháng 12 đến 13 tháng 12 năm 2006.

## Đội hình thi đấu
| Trung Quốc | Đài Bắc Trung Hoa | Hồng Kông | Ấn Độ |
| --- | --- | --- | --- |
| - Nie Yali - Chen Zhaoxia - Ma Yibo - Mai Shaoyan - Huang Junxia - Fu Baorong - Li Shuang - Gao Lihua - Tang Chunling - Zhou Wanfeng - Sun Zhen - Zhang Yimeng - Li Hongxia - Ren Ye - Chen Qiuqi - Bao Ejing                                       | - Lee Hsing-ling - Yang Ai-ling - Chen Mei-chen - Chang Ya-fang - Tien Min-na - Chang Yu-ching - Chen Chen-tzu - Yang Wan-wen - Chen Hsiu-chin - Liu Yi-wen - Wu Pei-ting - Shih Shu-hsin - Lin Yi-ching - Chen Chia-jung - Huang Shih-han - Su Pei-ling                                                                         | - Lee Mei Chai - Wong Lok Yan - Melanie Miers - Olivia Chiu - Miranda Hung - Barbara Mountain - Kate Wong - Sandra Frankland - Christie Fearnside - Katherine Mountain - Patricia Chiu - Dawn Strachan - Lo I Ka - Queenie Ho - Yii Sui Suet - Sophie Foxall | - Dipika Murthy - Suman Bala - Rajwinder Kaur - Asunta Lakra - Binita Xess - Surinder Kaur - Mamta Kharab - Marita Tirkey - Joydeep Kaur - Ritu Rani - Jasjeet Kaur Handa - Jyoti Sunita Kullu - Pushpa Pradhan - Saba Anjum Karim - Binita Toppo - Subhadra Pradhan |
| Nhật Bản | Malaysia | Hàn Quốc | |
| - Rie Terazono - Ikuko Okamura - Mayumi Ono - Keiko Miura - Chie Kimura - Yukari Yamamoto - Rika Komazawa - Sakae Morimoto - Kaori Chiba - Tomomi Komori - Toshie Tsukui - Yuko Kitano - Sachimi Iwao - Akemi Kato - Miyuki Nakagawa - Misaki Ozawa | - Intan Nurairah Khusaini - Sebah Kari - Noor Hasliza - Siti Noor Amarina Ruhaini - Juliani Mohd Din - Norfaraha Hashim - Siti Rahmah Othman - Nurul Nadia Mokhtar - Chitra Devi Arumugam - Kannagi Arumugam - Nadia Abdul Rahman - Norbaini Hashim - Ernawati Mahmud - Catherine Lambor - Siti Sarah Nurfarahah - Fauziah Mizan | - Lim Ju-young - Lee Jin-hee - Park Young-soon - Choi Eun-young - Park Seon-mi - Oh Ko-woon - Kim Jung-hee - Park Mi-hyun - Kim Jin-kyoung - Jeong Jin-ok - Han Tae-jeong - Kang Na-young - Jang Soo-ji - Kim Mi-seon - Park Jeong-sook - Kim Seong-eun      | |

## Kết quả
Tất cả các giờ đều là Giờ chuẩn Ả Rập (UTC+03:00)

### Vòng sơ loại
| VT | Đội               | ST | T | H | B | BT | BB | HS  | Đ  | Giành quyền tham dự   |
| -- | ----------------- | -- | - | - | - | -- | -- | --- | -- | --------------------- |
| 1  | Nhật Bản          | 6  | 5 | 1 | 0 | 35 | 2  | +33 | 16 | Tranh huy chương vàng |
| 2  | Trung Quốc        | 6  | 5 | 0 | 1 | 24 | 5  | +19 | 15 | Tranh huy chương vàng |
| 3  | Hàn Quốc          | 6  | 4 | 1 | 1 | 32 | 5  | +27 | 13 | Tranh huy chương đồng |
| 4  | Ấn Độ             | 6  | 3 | 0 | 3 | 21 | 10 | +11 | 9  | Tranh huy chương đồng |
| 5  | Malaysia          | 6  | 2 | 0 | 4 | 8  | 20 | −12 | 6  | Trận tranh hạng năm   |
| 6  | Đài Bắc Trung Hoa | 6  | 0 | 1 | 5 | 0  | 36 | −36 | 1  | Trận tranh hạng năm   |
| 7  | Hồng Kông         | 6  | 0 | 1 | 5 | 1  | 43 | −42 | 1  |                       |

#### Trận vòng bảng
| 2 tháng 12 năm 2006 10:00 |

| Hồng Kông | 0–9 | Trung Quốc                                                                           |
| --------- | --- | ------------------------------------------------------------------------------------ |
|           |     | Chen Z. 3', 22', 65' · Ma 5' · Ren 9' · Li H. 25' · Chen Q. 26' · Tang 39' · Gao 54' |

| Trọng tài: Wendy Stewart (CAN) Nor Piza Hassan (MAS) |

| 2 tháng 12 năm 2006 12:00 |

| Malaysia | 0–7 | Nhật Bản                                                   |
| -------- | --- | ---------------------------------------------------------- |
|          |     | Chiba 5', 9', 39' · Iwao 18' · Ozawa 33', 54' · Tsukui 60' |

| Trọng tài: Marelize de Klerk (RSA) Lee Kum-Joo (KOR) |

| 2 tháng 12 năm 2006 15:00 |

| Hàn Quốc                                                                | 8–0 | Đài Bắc Trung Hoa |
| ----------------------------------------------------------------------- | --- | ----------------- |
| Park M. 3', 70' · Choi 14', 16' · Kang 29' · Park Y. 31' · Han 32', 55' |     |                   |

| Trọng tài: Margaret Knipe (GBR) Sunita Pant (IND) |

| 3 tháng 12 năm 2006 12:00 |

| Hồng Kông   | 1–3 | Malaysia                      |
| ----------- | --- | ----------------------------- |
| O. Chiu 19' |     | Kannagi 5' · Siti R. 40', 65' |

| Trọng tài: Miao Lin (CHN) Kusuda Yumiko (JPN) |

| 3 tháng 12 năm 2006 15:00 |

| Hàn Quốc            | 2–2 | Nhật Bản       |
| ------------------- | --- | -------------- |
| Lee 33' · Jeong 53' |     | Miura 19', 28' |

| Trọng tài: Marelize de Klerk (RSA) Wendy Stewart (CAN) |

| 3 tháng 12 năm 2006 17:00 |

| Đài Bắc Trung Hoa | 0–7 | Ấn Độ                                                            |
| ----------------- | --- | ---------------------------------------------------------------- |
|                   |     | Jyoti 18', 39', 58' · Pradhan 38' · Surinder 45', 66' · Saba 49' |

| Trọng tài: Kitty Yau (HKG) Nor Piza Hassan (MAS) |

| 5 tháng 12 năm 2006 09:00 |

| Nhật Bản                                                                                                   | 12–0 | Đài Bắc Trung Hoa |
| --- | ---- | ----------------- |
| Yamamoto 4' · Komori 7', 8', 69' · Miura 11', 35' · Chiba 13', 54', 68', 70' · Komazawa 37' · Nakagawa 62' |      |                   |

| Trọng tài: Margaret Knipe (GBR) Miao Lin (CHN) |

| 5 tháng 12 năm 2006 11:00 |

| Hồng Kông | 0–15 | Hàn Quốc |
| --------- | ---- | --- |
|           |      | Park M. 2', 62', 64', 70' · Kim M. 6' · Oh 11' · Kim S. 14' · Park Y. 18', 48', 51', 70' · Park J. 33', 53' · Kang 34' · Kim J. 55' |

| Trọng tài: Yumiko Kusuda (JPN) Sunita Pant (IND) |

| 5 tháng 12 năm 2006 14:00 |

| Trung Quốc           | 3–1 | Ấn Độ        |
| -------------------- | --- | ------------ |
| Ren 8' · Fu 49', 56' |     | Surinder 57' |

| Trọng tài: Wendy Stewart (CAN) Lee Kum-joo (KOR) |

| 6 tháng 12 năm 2006 14:00 |

| Hàn Quốc | 0–1 | Trung Quốc |
| -------- | --- | ---------- |
|          |     | Ma 34'     |

| Trọng tài: Marelize de Klerk (RSA) Nor Piza Hassan (MAS) |

| 6 tháng 12 năm 2006 16:00 |

| Đài Bắc Trung Hoa | 0–0 | Hồng Kông |
| ----------------- | --- | --------- |
|                   |     |           |

| Trọng tài: Louise Knipe (GBR) Yumiko Kusuda (JPN) |

| 6 tháng 12 năm 2006 18:00 |

| Ấn Độ                                        | 4–2 | Malaysia               |
| -------------------------------------------- | --- | ---------------------- |
| Asunta 3' · Toppo 24' · Saba 29' · Mamta 68' |     | Kannagi 9' · Nadia 54' |

| Trọng tài: Lee Kum-joo (KOR) Miao Lin (CHN) |

| 8 tháng 12 năm 2006 09:00 |

| Ấn Độ                                                      | 7–0 | Hồng Kông |
| ---------------------------------------------------------- | --- | --------- |
| Surinder 21', 35', 54', 68' · Jyoti 27', 47' · Jasjeet 50' |     |           |

| Trọng tài: Yumiko Kusuda (JPN) Miao Lin (CHN) |

| 8 tháng 12 năm 2006 11:00 |

| Trung Quốc | 0–3 | Nhật Bản                                 |
| ---------- | --- | ---------------------------------------- |
|            |     | Komazawa 22' · Morimoto 25' · Komori 35' |

| Trọng tài: Wendy Stewart (CAN) Lee Kum-joo (KOR) |

| 8 tháng 12 năm 2006 14:00 |

| Malaysia               | 2–0 | Đài Bắc Trung Hoa |
| ---------------------- | --- | ----------------- |
| Nadia 8' · Siti N. 39' |     |                   |

| Trọng tài: Kitty Yau (HKG) Sunita Pant (IND) |

| 9 tháng 12 năm 2006 14:00 |

| Đài Bắc Trung Hoa | 0–7 | Trung Quốc                                               |
| ----------------- | --- | -------------------------------------------------------- |
|                   |     | Ma 8', 13', 30' · Li H. 21' · Ren 40', 60' · Chen Q. 54' |

| Trọng tài: Kitty Yau (HKG) Lee Kum-joo (KOR) |

| 9 tháng 12 năm 2006 16:00 |

| Nhật Bản             | 2–0 | Ấn Độ |
| -------------------- | --- | ----- |
| Komori 6' · Chiba 9' |     |       |

| Trọng tài: Marelize de Klerk (RSA) Wendy Stewart (CAN) |

| 9 tháng 12 năm 2006 18:00 |

| Malaysia | 0–4 | Hàn Quốc                                      |
| -------- | --- | --------------------------------------------- |
|          |     | Kim M. 2' · Park M. 27' · Kang 34' · Choi 55' |

| Trọng tài: Louise Knipe (GBR) Miao Lin (CHN) |

| 11 tháng 12 năm 2006 10:00 |

| Trung Quốc                       | 4–1 | Malaysia  |
| -------------------------------- | --- | --------- |
| Ren 14' · Ma 32', 53' · Tang 45' |     | Nurul 45' |

| Trọng tài: Yumiko Kusuda (JPN) Sunita Pant (IND) |

| 11 tháng 12 năm 2006 12:00 |

| Nhật Bản                                                                              | 9–0 | Hồng Kông |
| ------------------------------------------------------------------------------------- | --- | --------- |
| Yamamoto 17' · Komazawa 19' · Kitano 28' · Komori 39', 49' · Chiba 45', 47', 57', 58' |     |           |

| Trọng tài: Nor Piza Hassan (MAS) Louise Knipe (GBR) |

| 11 tháng 12 năm 2006 15:00 |

| Ấn Độ                   | 2–3 | Hàn Quốc              |
| ----------------------- | --- | --------------------- |
| Surinder 31' · Saba 52' |     | Park Y. 20', 61', 66' |

| Trọng tài: Marelize de Klerk (RSA) Miao Lin (CHN) |

### Vòng phân hạng

#### Hạng thứ năm và sáu
| 13 tháng 12 năm 2006 11:30 |

| Malaysia                                             | 5–0 | Đài Bắc Trung Hoa |
| ---------------------------------------------------- | --- | ----------------- |
| Intan 4' · Siti R. 22', 32' · Chitra 28' · Nadia 57' |     |                   |

| Trọng tài: Sunita Pant (IND) Yumiko Kusuda (JPN) |

#### Tranh huy chương đồng
| 13 tháng 12 năm 2006 15:00 |

| Hàn Quốc | 0–1 | Ấn Độ     |
| -------- | --- | --------- |
|          |     | Mamta 16' |

| Trọng tài: Wendy Stewart (CAN) Miao Lin (CHN) |

#### Tranh huy chương vàng
| 13 tháng 12 năm 2006 17:30 |

| Nhật Bản | 0–1 | Trung Quốc |
| -------- | --- | ---------- |
|          |     | Ren 41'    |

| Trọng tài: Marelize de Klerk (RSA) Lee Kum-joo (KOR) |

## Thống kê

### Bảng xếp hạng cuối cùng
Theo quy ước thống kê trong môn khúc côn cầu trên cỏ, các trận đấu kết thúc sau khi diễn ra hiệp phụ được tính là thắng và thua, còn các trận đấu được quyết định bởi đá luân lưu được tính là hòa.
| VT | Đội               | ST | T | H | B | BT | BB | HS  | Đ  | Trạng thái                                 |
| -- | ----------------- | -- | - | - | - | -- | -- | --- | -- | ------------------------------------------ |
| 1  | Trung Quốc        | 7  | 6 | 0 | 1 | 25 | 5  | +20 | 18 | Dành quyền tham dự Thế vận hội Mùa hè 2008 |
| 2  | Nhật Bản          | 7  | 5 | 1 | 1 | 35 | 3  | +32 | 16 |                                            |
| 3  | Ấn Độ             | 7  | 4 | 0 | 3 | 22 | 10 | +12 | 12 |                                            |
| 4  | Hàn Quốc          | 7  | 4 | 1 | 2 | 32 | 6  | +26 | 13 |                                            |
| 5  | Malaysia          | 7  | 3 | 0 | 4 | 13 | 20 | −7  | 9  |                                            |
| 6  | Đài Bắc Trung Hoa | 7  | 0 | 1 | 6 | 0  | 41 | −41 | 1  |                                            |
| 7  | Hồng Kông         | 6  | 0 | 1 | 5 | 1  | 43 | −42 | 1  |                                            |

### Cầu thủ ghi bàn
Đã có 128 bàn thắng ghi được trong 24 trận đấu, trung bình 5.33 bàn thắng mỗi trận đấu.
12 bàn thắng
- Kaori Chiba

8 bàn thắng
- Surinder Kaur
- Park Young-Soon

7 bàn thắng
- Ma Yibo
- Tomomi Komori
- Park Mi-Hyun

6 bàn thắng
- Ren Ye

5 bàn thắng
- Jyoti Sunita Kullu

4 bàn thắng
- Keiko Miura
- Siti Othman

3 bàn thắng
- Chen Zhaoxia
- Saba Anjum
- Rika Komazawa
- Nadia Rahman
- Choi Eun-Young
- Kang Na-Young

2 bàn thắng
- Fu Baorong
- Tang Chunling
- Li Hongxia
- Chen Qiuqi
- Mamta Kharab
- Misaki Ozawa
- Yukari Yamamoto
- Kannagi Arumugam
- Park Jeong-Sook
- Kim Mi-Seon
- Han Tae-Jeong

1 bàn thắng
- Gao Lihua
- Olivia Chiu
- Jasjeet Kaur Handa
- Asunta Lakra
- Subhadra Pradhan
- Binita Toppo
- Sachimi Iwao
- Yuko Kitano
- Sakae Morimoto
- Miyuki Nakagawa
- Toshie Tsukui
- Chitra Arumugam
- Intan Khusaini
- Nurul Mokhtar
- Siti Ruhani
- Lee Jin-Hee
- Kim Jin-Kyoung
- Jeong Jin-Ok
- Oh Ko-Woon
- Kim Seong-Eun